# Moto Guzzi Le Mans
La Moto Guzzi Le Mans est un modèle de moto sportive, produit par le constructeur italien Moto Guzzi à partir de 1976, contemporain des Ducati 750 et 900 Super Sport et des Laverda Jota. Fort de sa popularité, de nouvelles versions ont vu le jour jusqu'en 1993. Dans les années 2000, d'autres itérations sportives comme la Moto Guzzi V11 ont reçu l'appellation « Le Mans » en complément de leur nom.
Son style se caractérise par une ligne évocatrice des café racers des années 1970, dont le carénage de tête de fourche ainsi que les solutions techniques et aérodynamiques des modèles successifs, accentuent le caractère sportif.
À ce propos, la Le Mans hérite du comportement routier de la V7 Sport dont la tenue de route, le freinage intégral de la série V7 S3 et l'efficacité d'un châssis compact ont souvent été salués. Le nom inspiré par le circuit d'endurance de la Sarthe (Le Mans) illustre bien la vocation du modèle.

## Principaux modèles

### Le Mans 850 (1976 - 1978)

#### Présentation et réception
La Le Mans 850, appelée postérieurement « Le Mans Mark I » pour la distinguer des modèles suivants, repose sur un châssis de Lino Tonti conçu spécialement pour le Bol d’or sur un prototype d'usine en 1972.
L’ultime évolution de ce projet s'illustre en 1973 aux 24 Heures de Monjuïc, près de Barcelone, en rafflant une quatrième place. Sa version homologuée est présentée au public au salon de Milan en 1975.
Destinée à une production limitée dans un premier temps pour que le constructeur puisse se concentrer sur son utilisation en compétition, les 500 commandes reçues dès sa présentation changent ce projet initial. La moto connaît un succès immédiat mais les clients doivent attendre l'année suivante pour recevoir leur moto car les 221 premiers exemplaires fabriqués en 1975 ne sont bien entendu pas suffisants.
La plupart des Le Mans 850 étaient rouges et noires. Quelques exemplaires bleu métallisé et blancs ont été produits.

#### Moteur
Le moteur est similaire à celui de la California T3 avec un taux de compression plus élevé, de plus grosses soupapes ainsi que deux carburateurs Dell'Orto de 36 mm au lieu de 30 mm et un volant moteur allégé. Le prototype Bol d'or de Lino Tonti quant à lui, plus radical, tirait parti de carburateurs de 40 mm pour la compétition.

#### Carrosserie
La carrosserie est réduite à sa plus simple expression. Elle comprend une tête de fourche de taille réduite et très peu d'éléments en plastique qui lui confèrent un style propre aux motos café racers ainsi qu'une certaine légèreté.

### Le Mans 850 II (1978 - 1981)

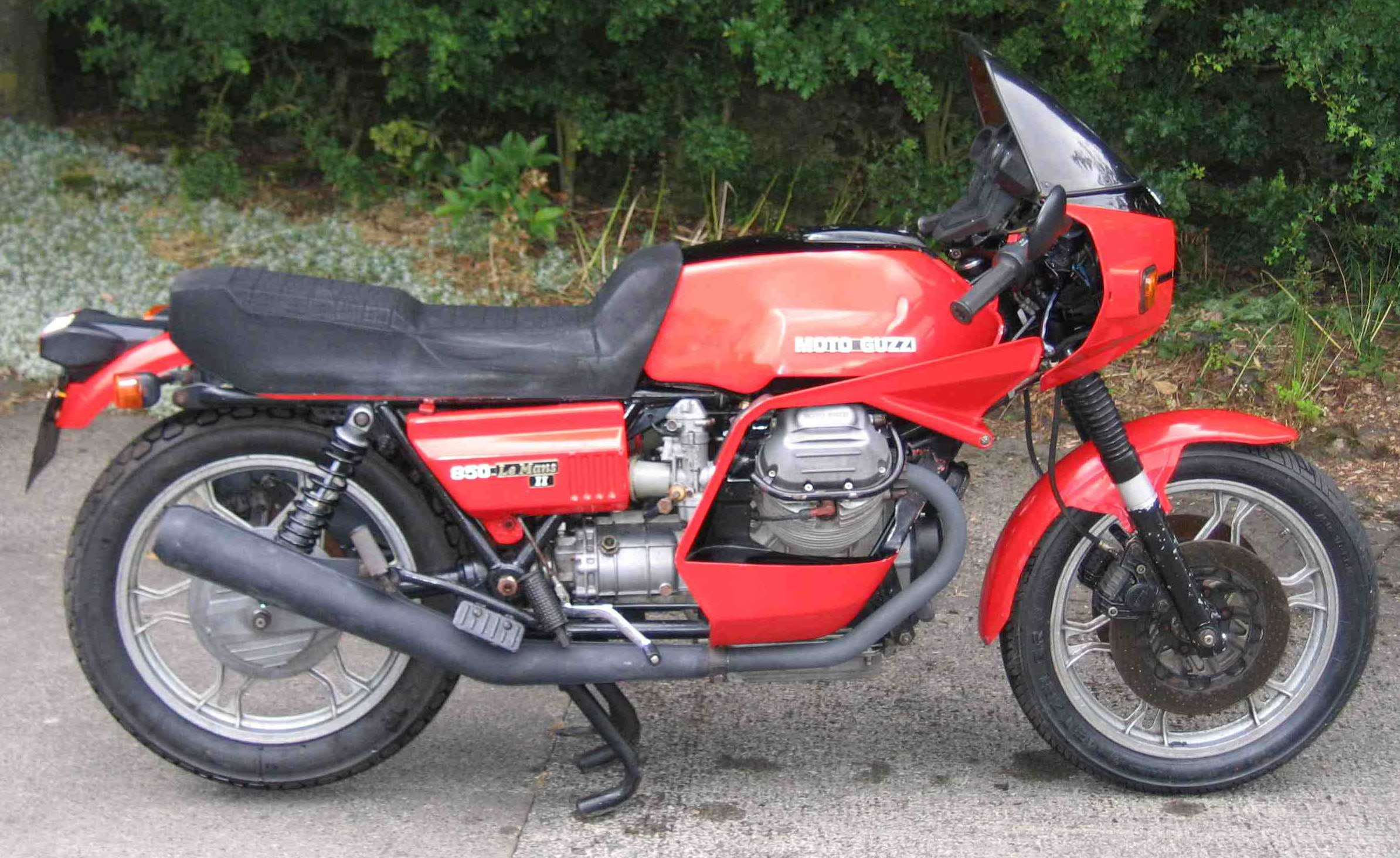
Moto Guzzi Le Mans 850 II.

Le développement de la Le Mans 850 II met l'accent sur l'aérodynamique et la protection du conducteur avec une bulle proéminente. Les tests en soufflerie à l'usine de Mandello créent des avantages logiques que certains considèrent néanmoins être fortement au détriment du design. Ce choix peut avoir été motivé par la silhouette novatrice de la BMW R 100 RS alors concurrente, moins sportive mais excellente routière.
Le carénage en trois parties est massif et de forme très rectangulaire. Le phare avant est lui aussi rectangulaire. On note cependant des déflecteurs aux formes originales et modernes entre la partie avant du réservoir et les culasses du moteur.
Au niveau mécanique, une des modifications les plus notables de la Le Mans II concerne sa suspension avant et, dès le début de l'année 1980, pour la première fois sur une Le Mans, le traitement des cylindres utilise le Nigusil breveté par le constructeur en 1979. Ce modèle est présenté en septembre 1978 au public au salon de Cologne appelé aujourd'hui « Intermot ».

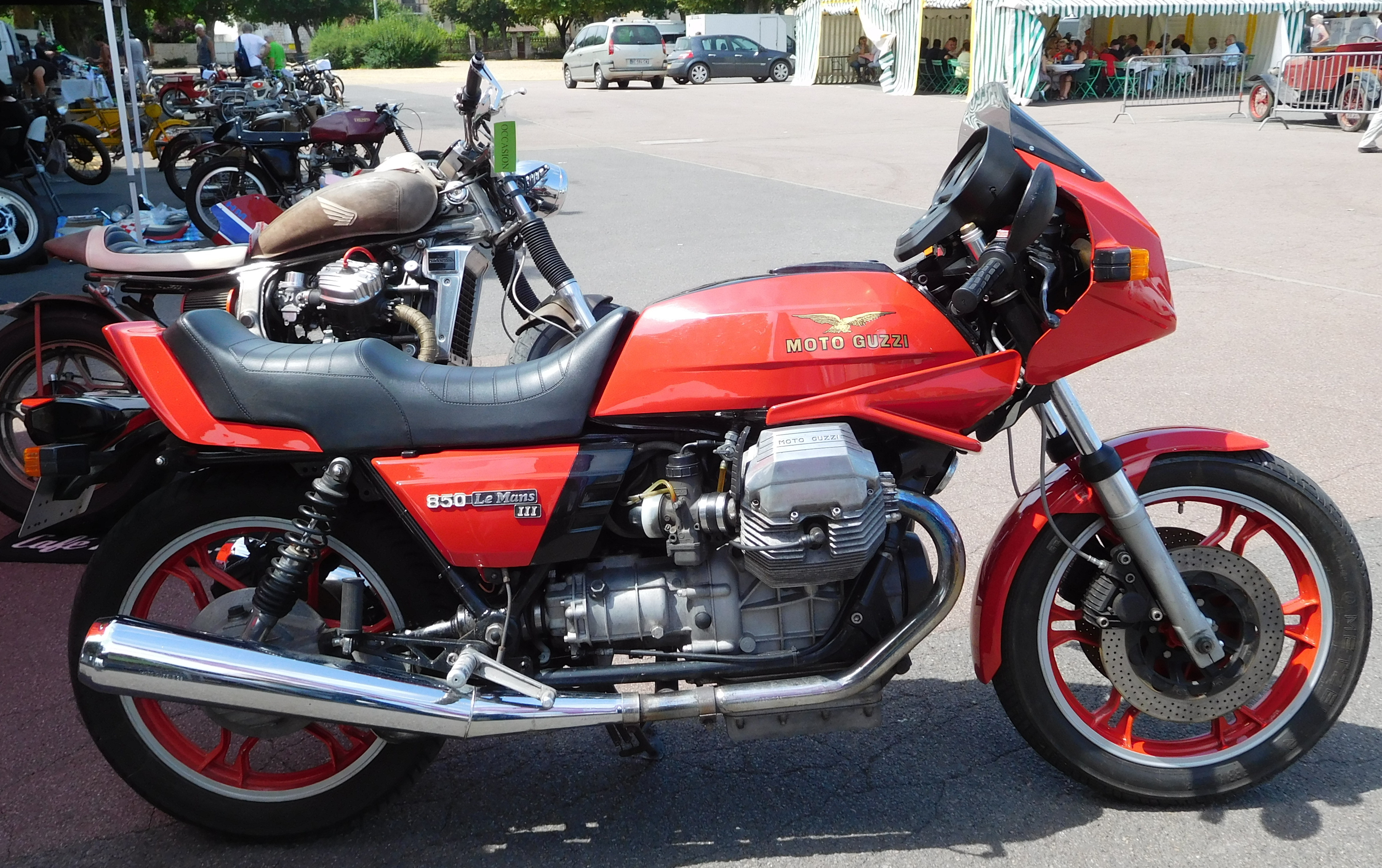
Moto Guzzi 850 Le Mans III.

### Le Mans 850 III (1981 - 1985)
La Le Mans 850 III bénéficie de modifications mécaniques qui autorisent une augmentation de la puissance de trois chevaux ainsi qu'un couple moteur supérieur. Les cylindres utilisent le traitement au Nigusil désormais signature de la maison.
Un nouveau système d'échappement, à la fois capable de répondre à de nouvelles réglementations européennes et d'offrir un meilleur rendement moteur, un nouveau filtre à air et des nouvelles techniques d'usinage du moteur, offrent des performances supérieures.
Le carénage est toujours conditionné par la recherche aérodynamique initiée par la Le Mans de deuxième génération. Il est toutefois plus compact et mieux intégré avec des déflecteurs soigneusement alignés au nouveau dessin du réservoir et de la selle. La coque arrière en dessous de la selle se veut résolument plus moderne.

### Le Mans 1000 ou Le Mans IV et V (1984 - 1993)
La Le Mans 1000 utilise, comme son nom le laisse deviner, un moteur de près de 1 000 cm3. Issu des Moto Guzzi Calfornia II, SPII et V1000, ce big block de 948 cm3 est modifié pour de meilleures performances que permettent de plus grosses soupapes, une compression plus élevée et des carburateurs Dell'Orto plus importants de 40 mm. Un échappement sur-mesure vient compléter la liste pour une augmentation de la puissance et des performances significatives en comparaison des modèles précédents. Les 86 ch obtenus propulsent le modèle au-delà de 220 km/h.
La ligne générale de la Le Mans IV est modifiée par l'adoption d'un carénage plus enveloppant inspiré de la V65 Lario. La roue avant de 16 pouces, voulue par Alejandro de Tomaso alors propriétaire de la marque depuis 1972, fut l'objet de questionnements et décriée, jugée responsable du comportement routier altéré. Si les modèles japonais contemporains de l'époque pouvaient tirer profit de ce choix technique, il a été perçu comme un changement au détriment de la logique de comportement du châssis de la moto italienne.
Pour satisfaire à la demande, une roue de 18 pouces apparaît sur les modèles après 1987 dont le carénage de tête de fourche est dorénavant fixé au cadre, contribuant ainsi à un allègement de la direction. Ces modifications valent à cette ultime évolution de Le Mans d'être appelée la « Le Mans V ». Les deux versions 1000 ont été produites à un total de seulement 6 393 exemplaires. Ces faibles chiffres en fin de carrière sont le reflet d'un châssis vieillissant au comportement d'un autre temps, en dépit du caractère unique de la machine apprécié des passionnés de la marque. La Le Mans 1000 prend sa retraite en 1995.
La série Le Mans laissa place à la 1100 Sport en 1995, inspirée de la Daytona de 1993.

## Héritage et autres modèles
Plusieurs déclinaisons de la Moto Guzzi V11, présentée au salon EICMA à Milan en 1997, rendent hommage au modèle Le Mans.
En 2021, en dépit de la célébration du centenaire de la marque et des études de style que l'on doit à Miguel Angel Galluzzi et Pierre Terblanche, prix de design à l'EICMA en 2009 sous les noms V12 « Le Mans », « Strada » et « V12X », plus aucun modèle du catalogue du constructeur n'utilise le nom « Le Mans ».
- La V11 Le Mans de 2001 à 2003, dotée d'un carénage et d'une tête de fourche enveloppants spécifiques, est la première Moto Guzzi moderne à ressusciter le badge du modèle classique de par son style de sportive et ses couleurs avec des stickers « Le Mans ».

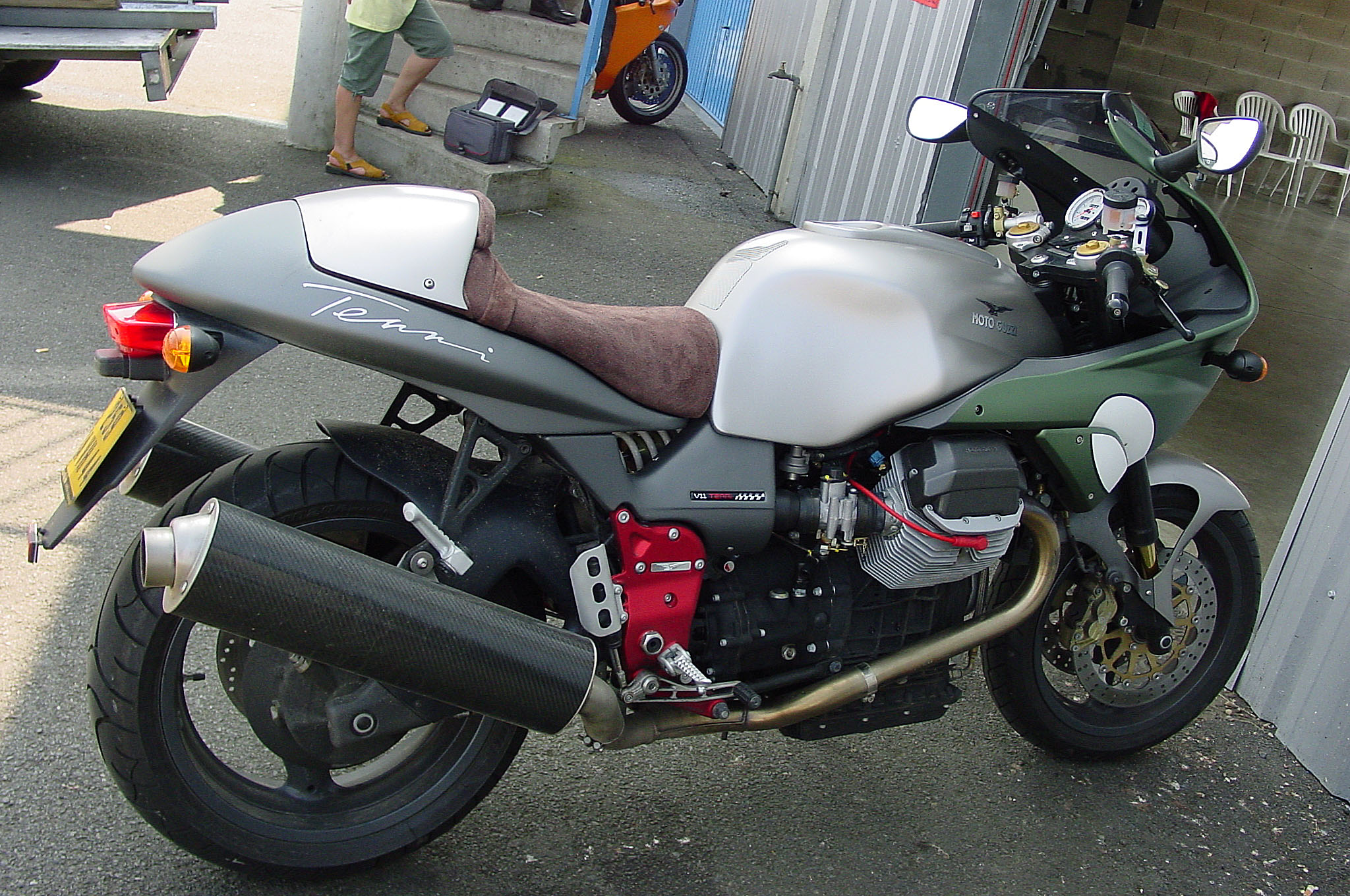
Moto Guzzi V11 Le Mans Tenni.

- La V11 Le Mans Tenni sort en même temps que la V11 Le Mans. Cette série limitée à 170 exemplaires rend hommage au pilote italien Omobono Tenni. Le carénage vert côtoie des plaques à numéro blanches, tandis que le réservoir et le garde-boue avant sont gris[12].

À ces modèles s'ajoutent d'autres séries limitées telles que la V11 Le Mans Nero Corsa et la V11 Le Mans Rosso Corsa.

## Galerie

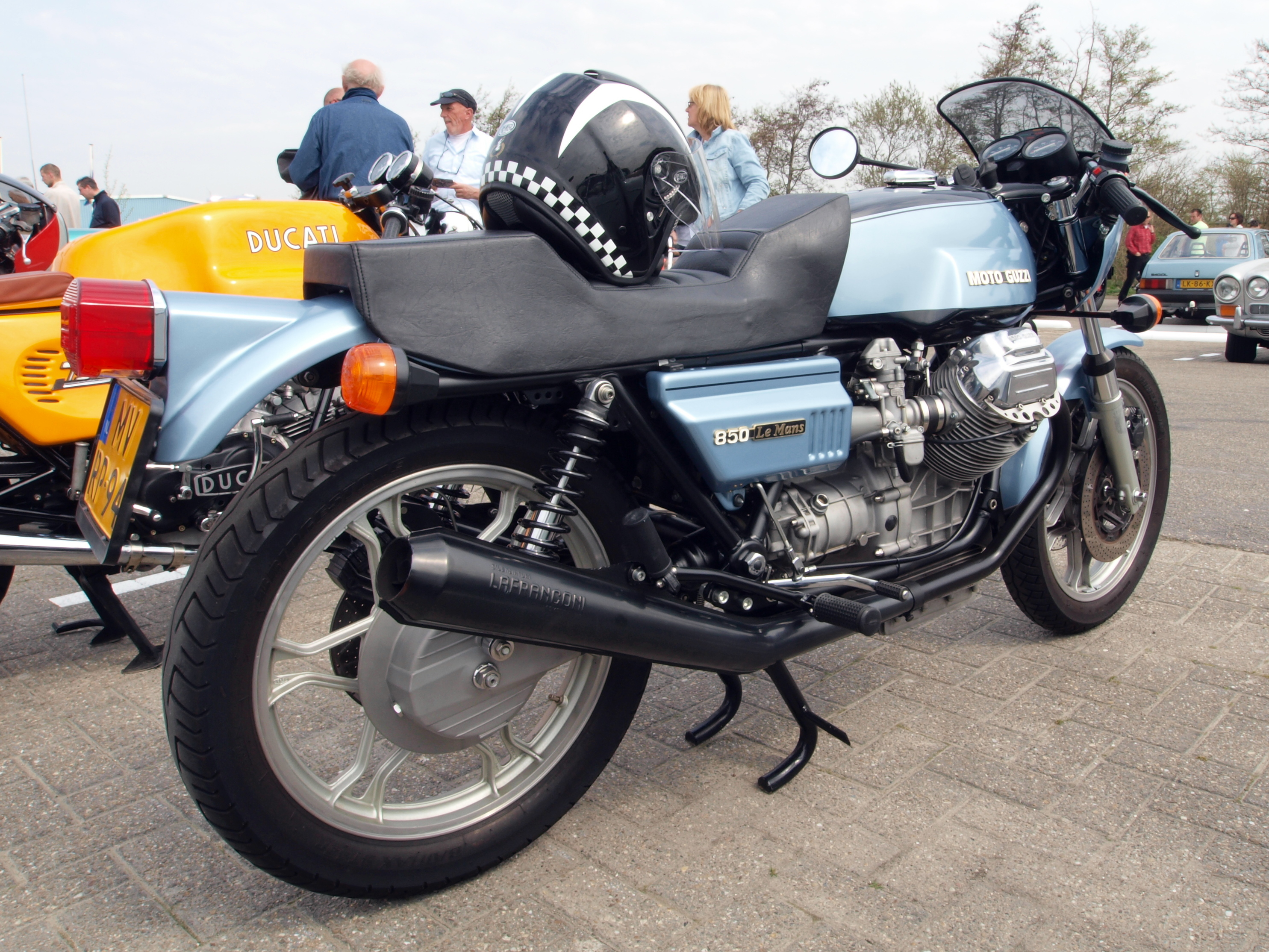
Moto Guzzi 850 Le Mans, rare version bleue.
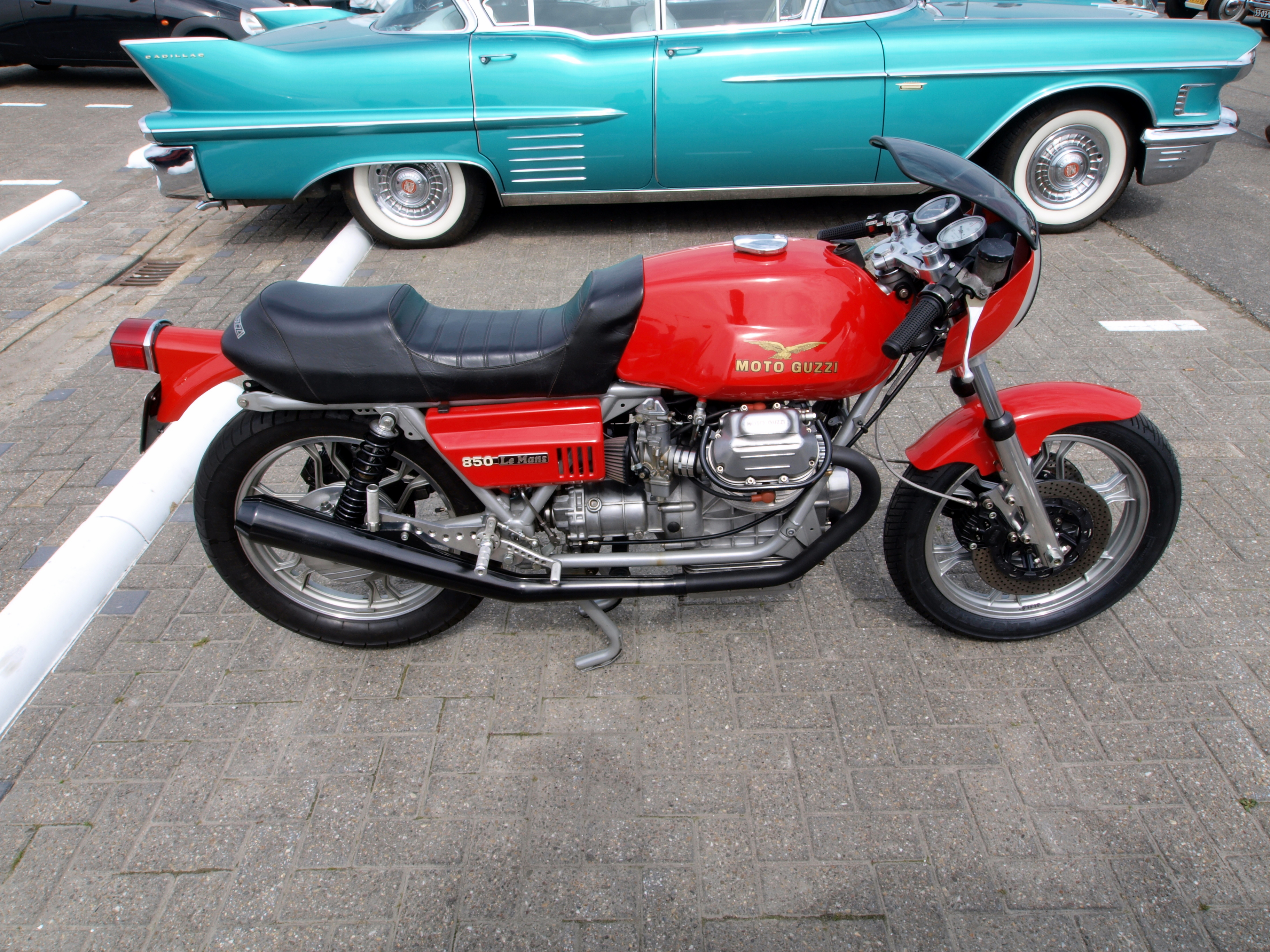
Une Moto Guzzi 850 Le Mans au Voorschotense Oldtimer Vereniging Show aux Pays-Bas.
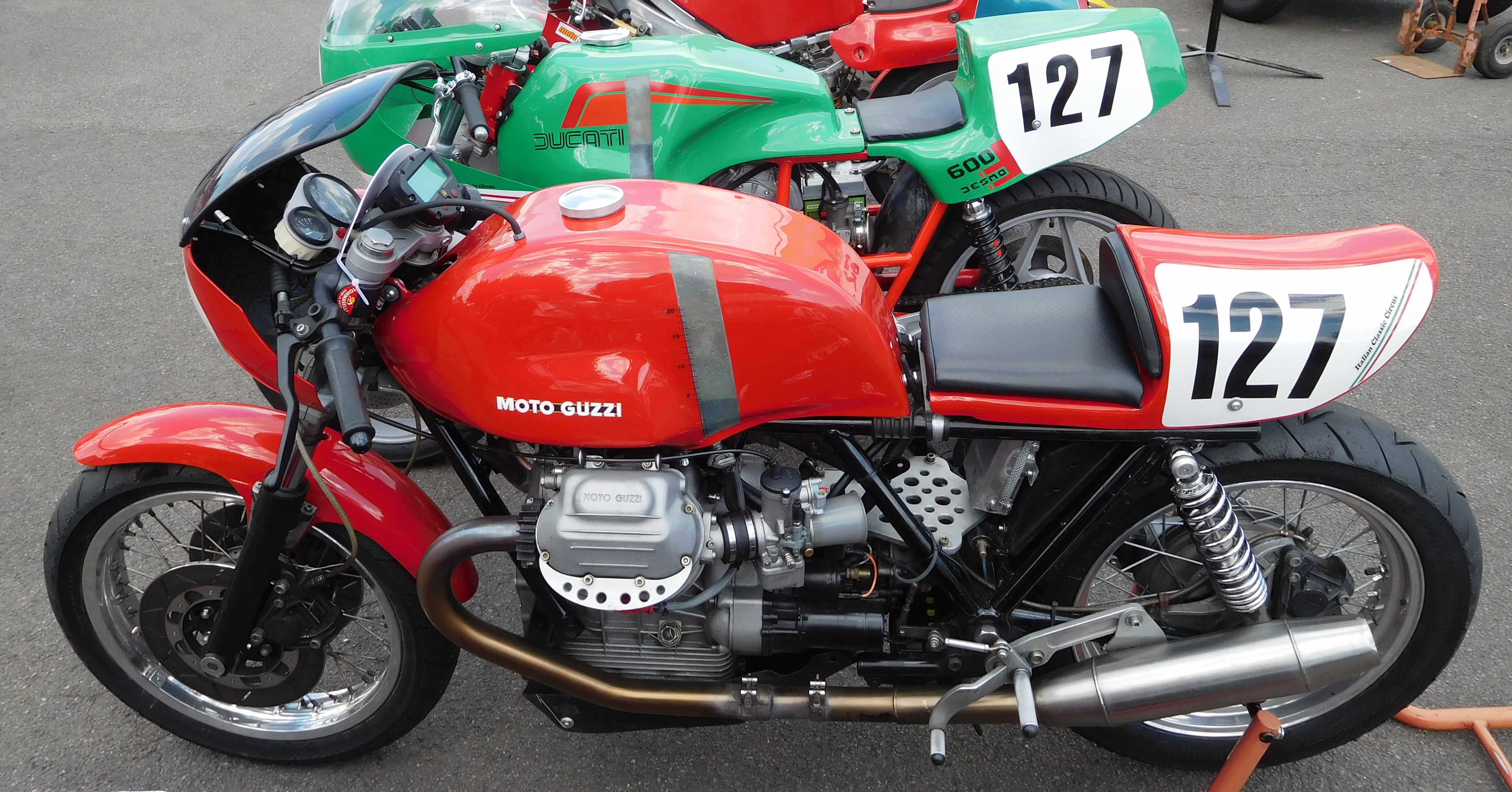
Moto Guzzi 850 Le Mans II, version course.
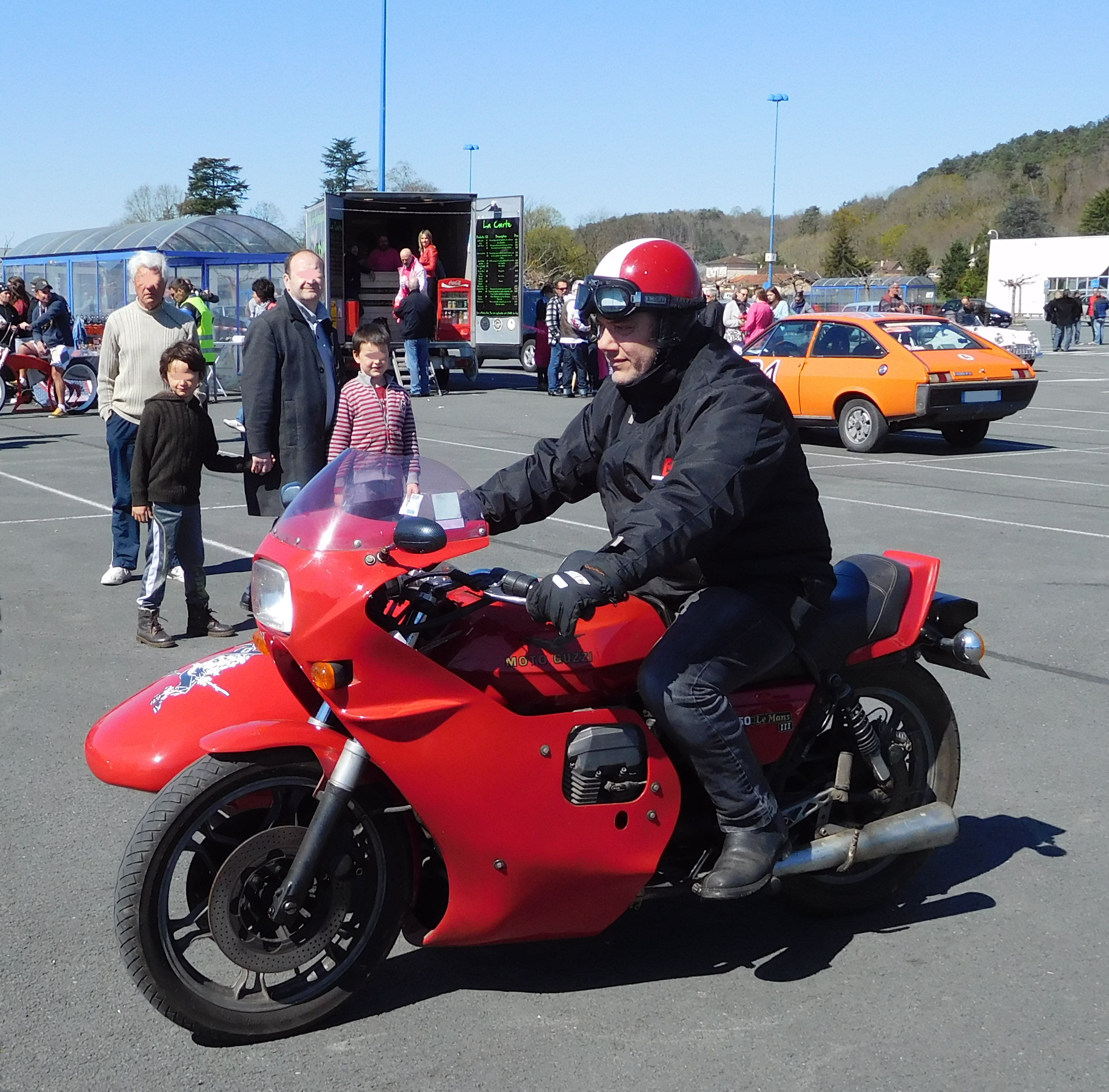
Moto Guzzi 850 Le Mans III avec side-car.
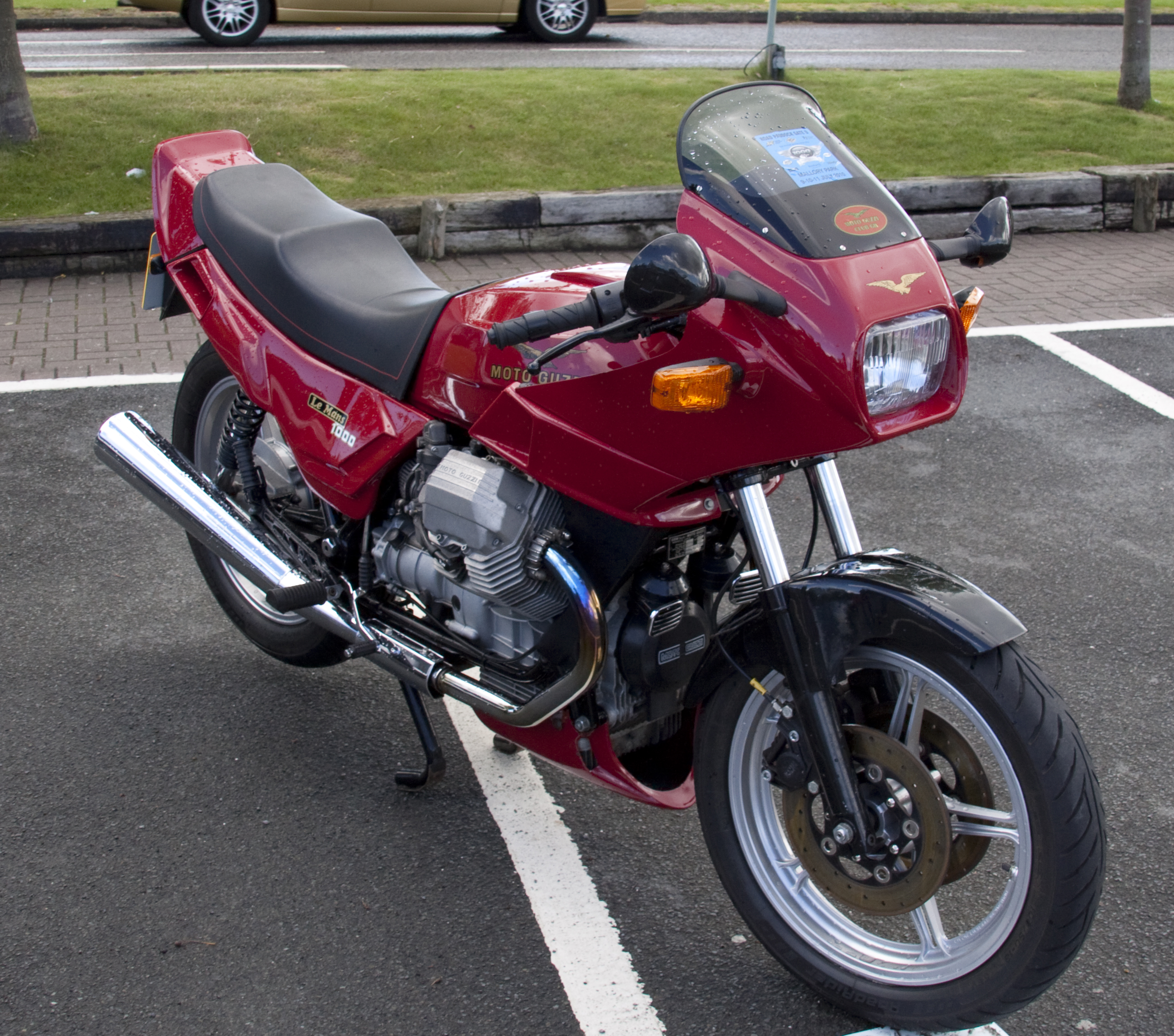
Moto Guzzi 1000 Le Mans V.
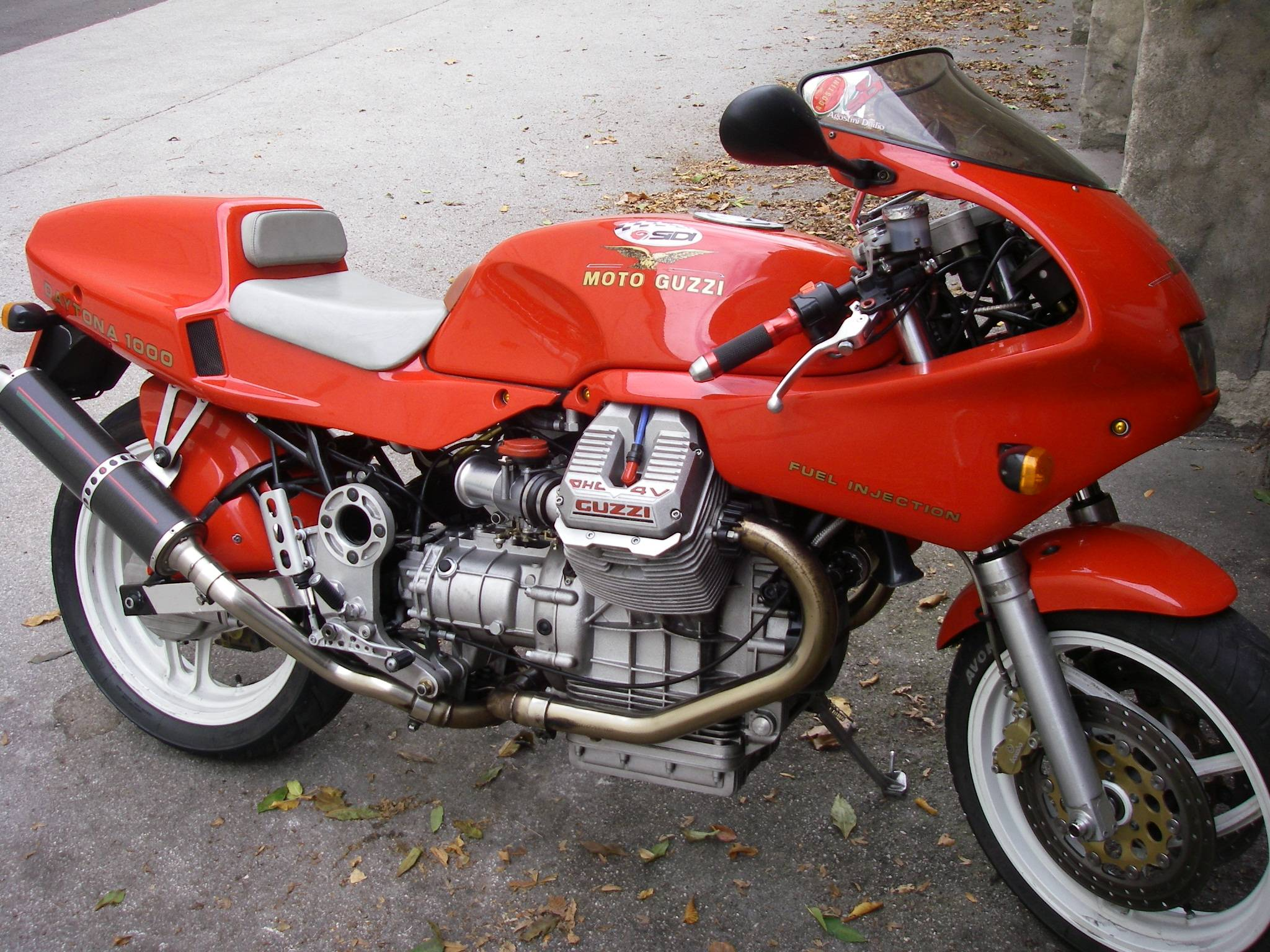
Moto Guzzi Daytona (modèle 1993).
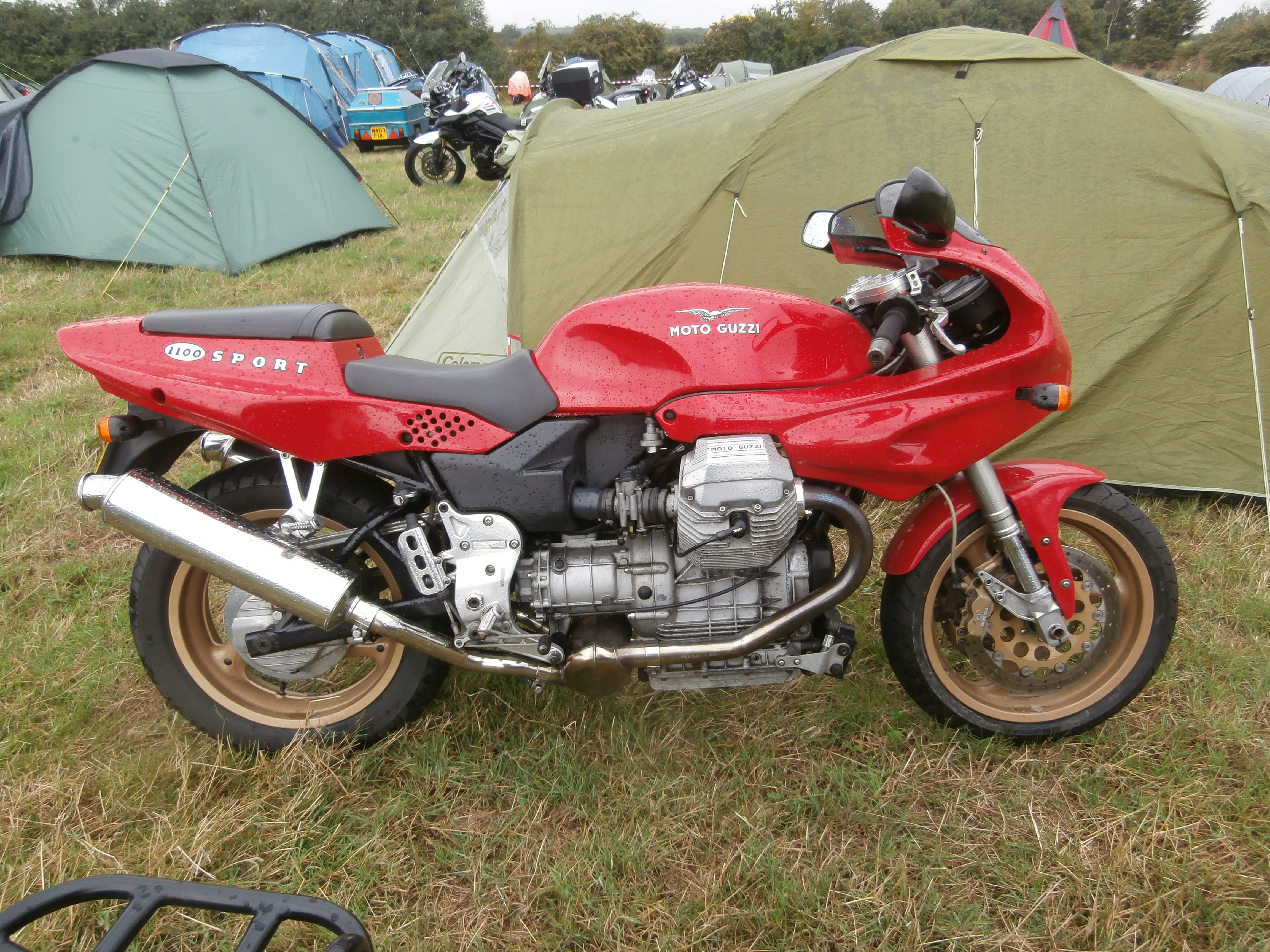
Moto Guzzi 1100 Sport (sortie en fin de carrière de la Le Mans en 1995).
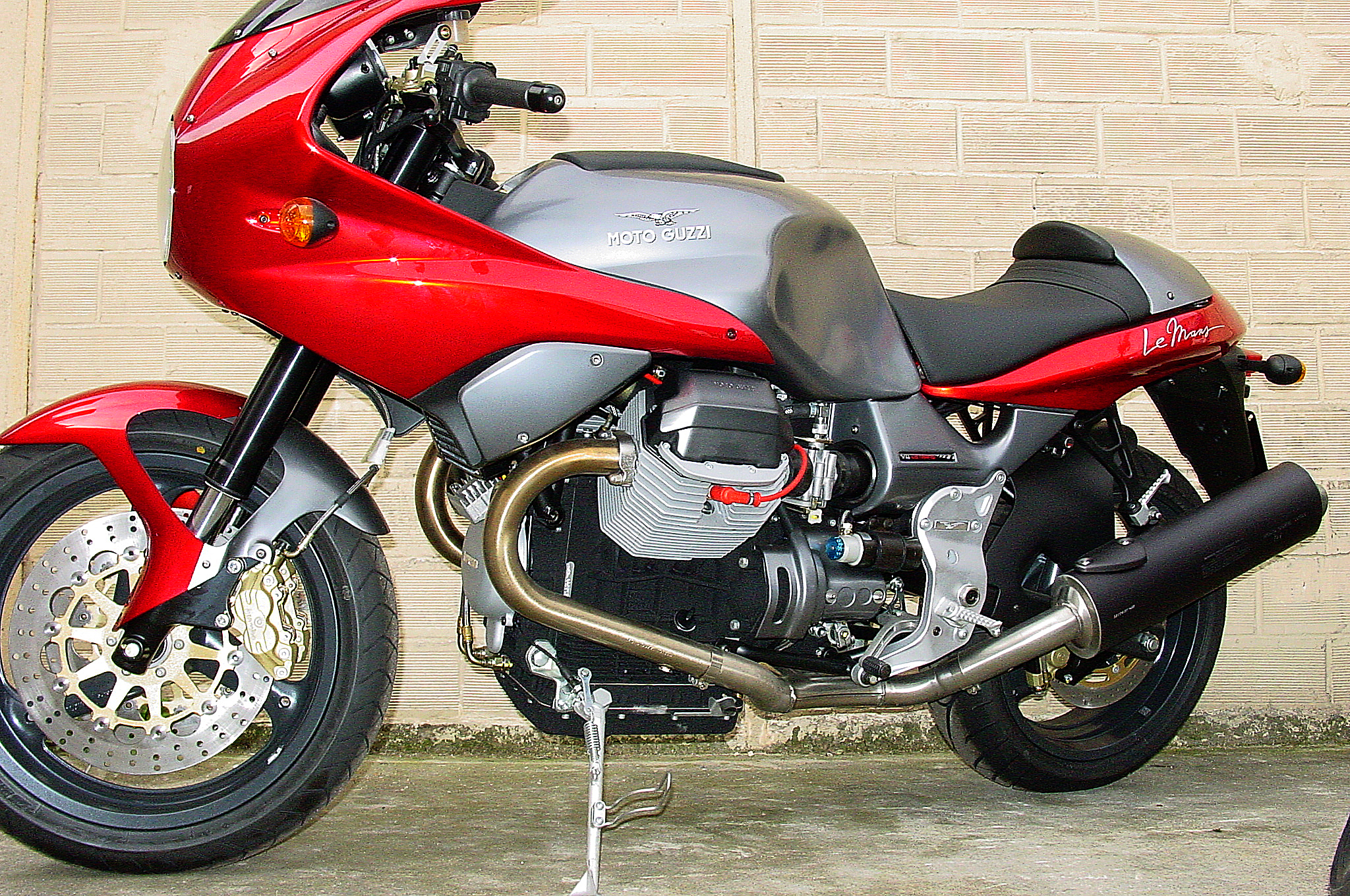
Moto Guzzi V11 en version spéciale Le Mans.
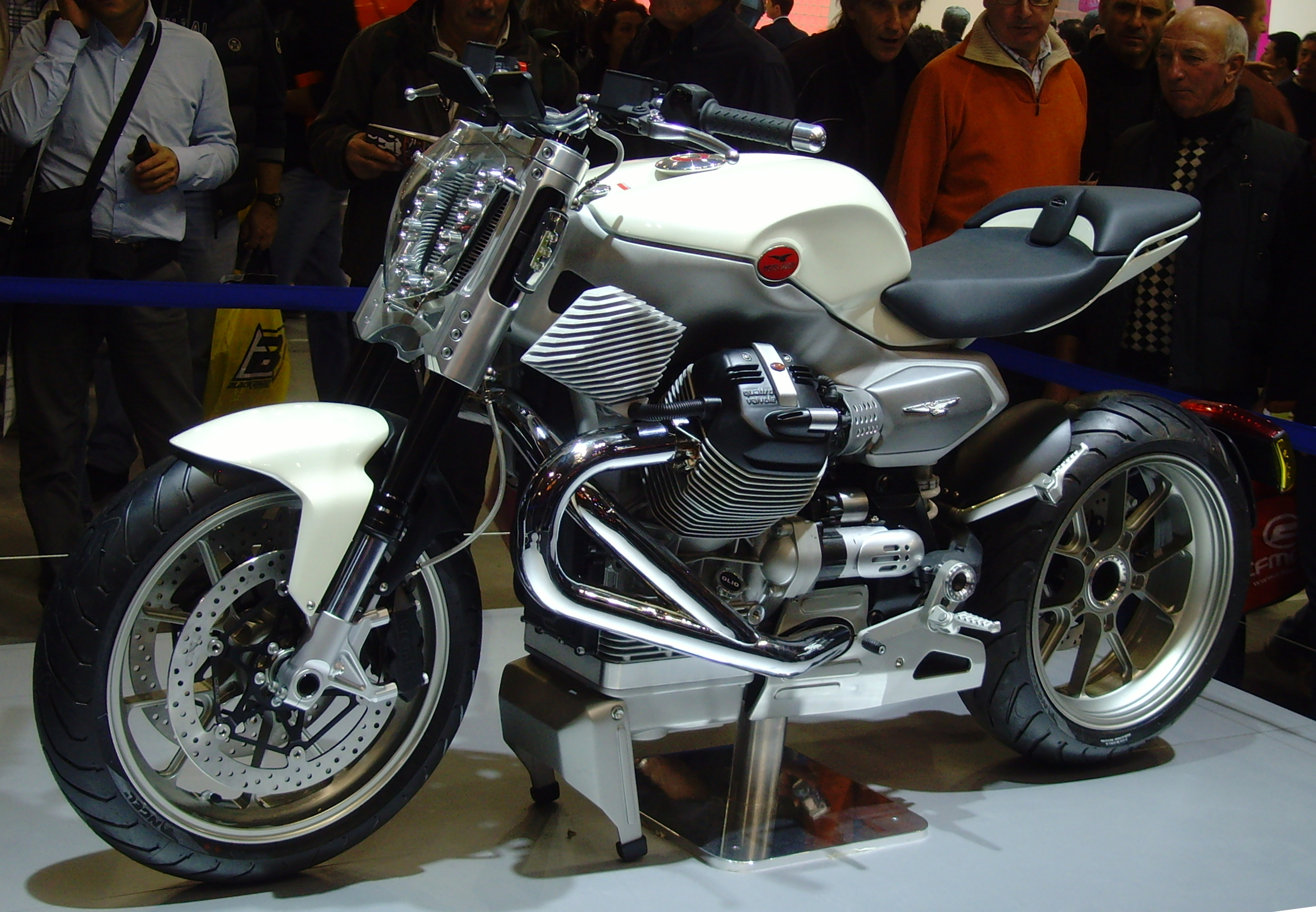
Prototype Moto Guzzi V12X à Milan, 2009.